# きらきらアフロ
『きらきらアフロ』『きらきらアフロ™』は、テレビ大阪・テレビ東京制作で2001年4月6日から2024年9月27日（26日深夜）まで放送されていたトークバラエティ番組。笑福亭鶴瓶と松嶋尚美が即興の掛け合いを展開する。

## 概要
開始当初はテレビ大阪制作であったが、2012年4月改編で『きらきらアフロ™』と改題、テレビ東京制作（テレビ大阪制作協力）に変更して実質第2シリーズとなった。
日常の出来事やお題（質問に対する観覧者の返答）を中心にトークを繰り広げる。松嶋の鶴瓶に対する態度、言葉遣いは、番組開始当初こそ敬語で話していたものの、一年も経たないうちにお互い友達感覚（いわゆるタメ口同士）、近所のおっさん感覚で話すようになった。その点に関する不満を時折鶴瓶が口にするが、松嶋は取り合わない。
番組台本は無く、収録現場で即興のトークを収録したものを放送している。収録初回、松嶋の単なる主観に基づいたオチの無い雑談にスタッフの間からトーク番組として成立するのか不安視する声が出るが鶴瓶はその声を制し、松嶋が自由闊達に喋れるように放任する。結果、松嶋のあけすけなトークから迷言、珍言が飛び出しキャラクターを際立たせる事になり、しばしば『鶴瓶上岡パペポTV』との類似性が指摘される。
番組名の名づけは松嶋尚美が行った。最初に出た名前は『きらきら汚物』で「きらきら」は松嶋、「汚物」は鶴瓶を意味した。それでは鶴瓶に対してあまりにも失礼ということで、『汚物』を鶴瓶のかつてのトレードマークだった『アフロ』に変えた。番組の通称（略称）は『きらアフ』『アフロ』と呼ばれることが多い。また番組内で鶴瓶・松嶋の2人を総称する際には、画面右端に出るテーマテロップをメインに「きらきらコンビ」（きらアフコンビではない）と表記されることが多い。

## 出演者

### レギュラー
- 笑福亭鶴瓶
- 松嶋尚美

## 番組構成

### 第1シリーズ
- トークコーナー
中盤には観客からのアンケートを元にしたトークを行う。
- 楽屋コーナー
楽屋で「差し入れ」の菓子や料理を食べながらのトークコーナー。
  - 楽屋コーナーのみの出演者
    - 「謎の男（中村行延）」（放送開始時 - 2010年3月20日）
    - ジョシュア・マクマリー（名古屋テバサキ、2010年4月10日 - 2011年6月25日）
    - ホワイトアフロ（2011年7月9日 - 12月10日）

白いぬいぐるみ。収録内容について鶴瓶、松嶋と語り合う。声は若手〜中堅芸人のもので、収録ごとに違う芸人が来ているようである。放送では公式には声の主は明らかにされていない。鶴瓶や松嶋にも正体は知らされていないが、会話中に相手の正体を悟った松嶋が暴露することもある。また、正体が鶴瓶、松嶋に完全にバレている状況下では、名前こそ言わないものの本人を相手に接しているも同然なトーク展開になることが多い。

### 第2シリーズ
- トークコーナー
- アフロタクシー
鶴瓶が司会していた、突然ガバチョ! の"つるべタクシー"の構成をそのまま受け継いだコーナー
- 至高のトークスペシャル
- 放課後アフロ
- いかがですか?松嶋さん

### テロップの使用
鶴瓶・松嶋が現在話しているトークテーマを画面右下に表示したり、トークの内容や仕草に文字や画像などでツッコミや注釈を入れるいわゆる「つっこみテロップ」の挿入や、話題になった事象の画像をカットインさせるなどの演出は、その手の演出を嫌っていた上岡が出演していればありえなかったものである（鶴瓶も同様だが、その点おおらかである）。とはいえ、これらの演出があればこそ、この番組の間口は視聴者にとって非常に広いものとなっているとも言える。
また、テロップの内容も本編中では出演者の発言をそのまま文字化する「なぞりテロップ」は原則観客や電話の声など、聞き取りにくい部分にのみ使用されており、二人のトークの面白さを増幅しようと努力されていた（エンディングの楽屋トークではなぞりテロップも使用している）。
なお、2011年7月以降（k-max制作版）放送分からは、スタジオトーク部分のつっこみテロップ挿入が廃止されている。『きらきらアフロ』時代は画面左上に現在話しているトークのテーマがカタカナで表示されていたが、『きらきらアフロ™』では現在話しているトークテーマの表示もなくなり（その代替として、オープニング映像の中でその回の見どころを吹き出しで紹介している。）、ゲストとのトーク企画（「ホワイトアフロ」→「アフロタクシー」）の部分のみなぞりテロップが挿入されるようになっていた。
2013年7月の放送分から、トークテーマは画面左上に表示され、番組全編に亘ってなぞりテロップが挿入されるようになり、二人の動きに効果音が時々付けられるようにもなった。さらに、番組のロゴマークが半透明の状態で画面右下に常時表示されるように変更された。

## 歴史
番組放送日は、特記がない限りテレビ大阪（2012年3月まで）、テレビ東京（2012年4月以降）での放送日。
- 2001年4月6日
番組スタート。当初はテレビ大阪・TVQ九州放送での放送から始まり、その後テレビ愛知でも放送開始。
- 2001年12月14日
松嶋の母校である大阪樟蔭女子大学で初の学園祭アフロ。
- 2002年4月6日
2代目セットにチェンジ。「つっこみテロップ」が導入される。
- 2002年11月9日
大阪大学で2回目の学園祭アフロ。当時『ヤングタウン日曜日』で2人と共演していた毎日放送アナウンサーの西靖が飛び入りでゲスト出演。ステージで鶴瓶、松嶋の2人以外が加わってメイントークをしたのは彼だけである。
- 2003年1月2日
テレビ東京で放送開始。
- 2003年1月8日
テレビ北海道・テレビせとうちで放送開始。
- 2003年6月7日・14日
テレビ東京第1スタジオで初の東京出張アフロ。
- 2003年11月22日・29日
お茶の水女子大学で3回目（関東初）の学園祭アフロ。
- 2004年1月10日
3代目セットにチェンジ。
- 2004年10月2日・9日
初の地方収録ツアーを組み、沖縄収録。しかし台風が来襲。
- 2004年10月30日・11月6日
日本女子大学で4回目の学園祭アフロ。
- 2005年3月26日
きらきらアフロを研究したという卒業論文が読み上げられる。2004年11月22日の放送を対象に笑いの回数をカウントして、「松嶋のトークを鶴瓶が復唱すると笑いが起きる」と笑いの起こる原因を分析していた。
- 2005年4月2日
4代目セットにチェンジ。この回から、音声がフルステレオ放送となる。
- 2005年4月16日
日本女子体育大学で新入生歓迎!出張アフロ。
- 2005年4月23日
招待客を交え有楽町の丸の内プラゼール（現：丸の内ピカデリー3・ドルビーシネマ）で「きらきらアフロ THE MOVIE」（未公開の過激トーク集）上映。
- 2005年6月11日・18日
テレビ東京で2回目の東京出張アフロ。
- 2006年4月1日
5代目セットにチェンジ
- 2006年6月4日
テレビ大阪では「きらきらアフロin大阪城ホール」（2006年8月16日開催予定のイベント）の宣伝も兼ねて、深夜の大阪城ホールからの生中継を敢行。放送中に先行チケットの電話予約受付を実施していた。この生放送の合間に通常のスタジオトークを挿入している（スタジオトークは収録。なお、テレビ大阪以外のネット局では生放送部分をカットし、スタジオトークの時間を拡大したものが放送された）。
- 2006年7月5日
IBC岩手放送で、放送開始。
- 2006年8月17日
大阪城ホールにて、1万人の観客を動員し「きらきらアフロin大阪城ホール」開催。また、シアターBRAVA!ではバラエティ番組初となるパブリックビューイングを開催。チケットは販売開始約30分でソールドアウト。
- 2006年10月6日
福井テレビで、放送開始。
- 2006年11月30日
松嶋率いるロックバンド「KILLERS」がソニー・ミュージックエンタテインメントからメジャーデビュー。デビュー曲がオリコン初登場いきなり11位という快挙を打ち出した。
- 2006年12月28日
番組で有名になった「超英人」（ちょうええひと）北照夫・北幸吉の2人のフリーライブが、大阪城ホール前の噴水広場で開催された。この模様は2007年1月1日の「きらきらアフロ正月SP」にて放送。
- 2007年1月1日
「きらきらアフロ正月SP」を放送。この中で、「KILLERS」の解散ライブを3月27日に日本武道館で開催すると発表した。
- 2007年1月23日
緊急生放送実施。「KILLERS」解散ライブの先行予約を実施。レギュラー放送で初めてTXN6局が揃っての放送となる（通常テレビ大阪は金曜に先行放送で月曜は『怒りオヤジ3』を放送）。生放送の合間には、テレビ大阪で1月19日に放送された分（この日が生放送となったため、テレビ大阪以外のTXN5局では未放映。テレビ大阪と系列外遅れネット局のみ放送）のスタジオトークを再編集して挿入していた。従って、テレビ大阪では同じ内容が2回放送されたことになる。
- 2007年2月3日
松嶋がインフルエンザで欠席。特別編として松竹芸能・東京支社長の難波規精が松嶋の代役として出演した。また、番組ホームページの「ファッションチェック」のコーナーには通常松嶋の写真が掲載されるが、この週は難波の写真が掲載された。
- 2007年2月10日
先週に引き続き松嶋がインフルエンザで欠席（2本撮りのため）。今回は代役として宇木マネージャー（鶴瓶のマネージャー）が出演。番組ホームページの「ファッションチェック」のコーナーには宇木マネージャーの写真が掲載された。
- 2007年2月24日
実は収録中に中島美嘉が帽子とメガネ姿で変装して番組を観覧していた。トーク収録終了後に鶴瓶が松嶋に今日客席で何か変わったことはないかと尋ねたところ、かつての番組スタッフがいることしか気がつかなかった所、鶴瓶に言われてようやく中島の存在に気がついた。
- 2007年3月28日
日本武道館に1万人の観客を動員し「きらきらアフロ in 武道館」を開催。トークライブと「KILLERS」の解散ライブ、「超英人」のライブが行われた。
- 2007年3月31日
ハイビジョン放送開始。同時にセットリニューアル(6代目)。
- 2007年5月3日
静岡放送で放送開始（テレビ大阪での2007年4月1日分から）。
- 2007年11月24日 - 25日
大阪某所で、現在までのDVDを一気に見るシークレットイベント24時間耐久!DVD試写会「KIRA KIRA AFRO 24」を開催。
- 2008年1月3日
「きらきらアフロ正月SP in ハワイ」（85分）を生番組で放送。
- 2008年3月30日
7周年記念放送を行う。同時に、7代目セットにリニューアル。
- 2008年6月17日
「祝・松嶋結婚SP」と題し、テレビ東京で3回目の東京出張アフロを生放送で実施。通常月曜日深夜は別番組を放送しているテレビ大阪・テレビ愛知でも同時ネットされた為、久しぶりにTXN6局が揃っての放送になった。新郎のヒサダトシヒロと松嶋の相方である中島知子がゲスト出演。この日は松嶋が挙式した直後だったため、自らデザインしたウェディングドレスで登場。鶴瓶は媒酌人を務めたのでモーニング姿だった。また鶴瓶はスポパラ前半枠の『メガスポ!』にもゲスト出演した。ちなみにこの日の「楽屋トーク」は、鶴瓶・松嶋・中島の3人で行われた。なおこの回の関東の視聴率は平常時の3%前後を大きく上回り、テレビ東京のゴールデンタイムの平均視聴率並みの5.4%を記録した(ビデオリサーチ社調べ)。
- 2009年1月31日
放送400回。
- 2009年4月4日
8代目のセットリニューアル。
- 2010年4月3日
番組初の「全国ツアー」開催。第1弾はテレビ北海道での収録。
- 2010年4月10日
9代目のセットリニューアル。
- 2010年9月25日
全国ツアーにて長崎放送(JNN系列）で収録した模様を放送。番組史上初となるTXN系列以外の局での収録であった。ゲストにさだまさしが登場した。
- 2010年10月6日
テレビ大阪を除くTXN系列5局が水曜バラエティ7後半枠へ移動の上30分に短縮。
- 2011年3月12日
前日に発生した東日本大震災関連の報道特別番組が延長された為に臨時休止。同日に放送予定だった回は3月15日未明（14日深夜）0:12 - 0:53に振り替え放送された（テレビ大阪以外のTXN5局は通常時間帯で放送）。
- 2011年4月
番組開始から10周年を迎えた。
- 2011年4月23日
10代目のセットリニューアル。
- 2011年5月21日・28日
松嶋が妊娠し安定期に入るまでの間、番組を休養する。代役として上地雄輔が出演。
- 2011年7月2日
収録スタジオをテレビ大阪のスタジオから東京タワースタジオに、制作担当を自社制作からK-max（番組制作会社）に変更。松竹芸能が制作の関与から外れる。
東京(全国)のために、2人が話している内容(ヤンタン)など大阪以外で判らない人のための便覧を最後につけ、説明をするようになった。
- 2011年7月23日
この日の放送が地上アナログ放送でオンエアされた最後の回となる（テレビ大阪以外のTXN5局は21日未明(20日深夜)が最後）。
- 2011年12月10日 - 24日
松嶋が産休に入るため、代役としてキャイ〜ンの天野ひろゆきが出演。
- 2011年12月24日
この日に還暦を迎える鶴瓶の誕生日に、『祝!還暦鶴瓶&四十路松嶋 100歳大パーティ きらきらアフロ終了!? 一旦撤収スペシャル』と題し、ほぼ5時間の生放送を実施。収録スタジオはこの回に限り、東京タワースタジオから大阪に戻して行った。ただし、場所はテレビ大阪本社ではなく、旧関西テレビ本社であったエイトスタジオを使用した。番組中には、朝日放送の『らくごのご』や、毎日放送の『突然ガバチョ!』の「つるべタクシー」や「テレビにらめっこ」などがスペシャル企画として実施された。
この放送をもって、新規の収録を、松嶋が復帰する4月まで停止することも発表した（テレビ東京は同年12月28日深夜に、23:00 と 翌3:55との2部制に分けて放送）。
- 2012年1月14日 - 3月24日
テレビ大阪では、つなぎとして『きらきらアフロ傑作選』を放送（テレビ愛知、テレビせとうちでも、毎週木曜日（水曜日深夜）の0:43 - 1:13に放送）。
- 2012年4月19日 
上記のとおり、今回から制作局がテレビ東京に変更。（収録は、毎週月曜日に同局の天王洲スタジオで行われている）今回はスペシャルとして60分の拡大版を放送。（オープニングテロップには「きらきらアフロ™ 2012.○。○○ REC ver（○印には収録日が入る）」の文字が入る）。加えてこの回より不定期企画でゲストとのトークコーナーである『アフロタクシー』（上述の「つるべタクシー」のリメイク）を新設。東野幸治（自身が司会を担当する「主治医が見つかる診療所」の番組宣伝を兼ねて）と元テレビ東京プロデューサーの 島川哲雄が登場した。
- 2012年10月
テレビ東京の23:58 - 翌1:00番組改編で本番組の放送時間は17分繰り下がり、テレビ大阪・TVQ九州放送を除く各局は翌1:00 - 1:30の放送[3][4][5]となる。
- 2013年7月4日
松嶋が再び産休に入ることになる。ピンチヒッターとして関ジャニ∞の横山裕が松嶋復帰まで出演することを発表[6]。
- 2013年11月7日
松嶋の復帰と共に横山が番組を卒業。この回に限り、鶴瓶・松嶋・横山の3人でトークを行った。
- 2017年3月30日
松嶋がインフルエンザで欠席のため、陣内智則が代役として出演。
- 2017年4月7日
前週に引き続き松嶋がインフルエンザで欠席のため、滝沢カレンが代役として出演。
- 2020年4月3日
テレビ東京の深夜枠改編で放送時間が金曜未明（木曜深夜）2:05 - 2:35に移動。同時ネットしていたテレビ北海道とテレビ愛知が遅れネットに移行したため、キー局との同時ネット地域がなくなった。
- 2020年7月3日
テレビ北海道の放送時間が金曜未明（木曜深夜）1:00 - 1:30に移動。
- 2024年6月7日
2024年9月27日（26日深夜）放送分をもって番組終了することを発表[7]。
- 2024年9月27日
最終回を迎え、第1シリーズ（テレビ大阪制作）を含め23年の歴史に幕を下ろした。

## 番組に遊びに来た芸能人

### 第1シリーズ
- 西靖 - 毎日放送アナウンサー。2002年、阪大出張ロケに飛び入りゲスト出演。
- 東貴博（Take2） - 東名阪のみで放送された、2003年新春スペシャルに、松嶋に内緒で登場。
- 原千晶 - 2003年新春スペシャルに、松嶋に内緒でドラマの収録スタジオからテレビ電話で登場。
- 辺見えみり - 2003年10月にミュージカルの稽古中に登場。
- 吉岡美穂 - 2003年の東京出張アフロ（1本目）の際に、テレビ東京のロビーに登場。
- 杉田かおる - 2003年の東京出張アフロ（2本目）の際に、テレビ東京のロビーに登場。
- コブクロ - 2004年新春スペシャルの際に、鶴瓶の希望で登場。
- 乙葉 - 2004年新春スペシャルの際に、松嶋に内緒で登場。
- コージー冨田 - 2005年新春スペシャルに、松嶋に内緒で鶴瓶と共に、鳥の着ぐるみに入って登場。
- 武田修宏 - 2005年新春スペシャルの楽屋トークに松嶋に内緒で登場。
- 岡本依子 - 2005年新春スペシャルの楽屋トークに登場。
- 森三中 - 2005年の東京出張アフロ（1本目）の際に、テレビ東京のロビーに登場。中でも黒沢かずこは、アフロ本出版サイン会にも1ファンとしていったほどの番組の大ファンである。
- パペットマペット - 2005年の東京出張アフロ（1本目）の際に、テレビ東京のロビーに登場。
- アンガールズ - 2005年の東京出張アフロ（2本目）の際に、テレビ東京のロビーに登場。
- 土田晃之 - 2006年新春スペシャルに登場。
- トーカ堂 キタ社長こと北義則 - 2006年12月24日放送に登場。鶴瓶に誕生日プレゼント（遠赤外線ヒーターとアルバムヒーター）を持って来た。ちなみに松嶋には、キタ社長の息子がファンと言うことで、真珠のネックレス・ピアスがプレゼントされた（ただし、一部地域では未放送・後述）。
- KABA.ちゃん - 2007年新春スペシャルに、松嶋に内緒で登場。
- 中島美嘉 - 2007年のレギュラーで、会場の観客として鑑賞。
- 浅野忠信 - 2008年新春スペシャルに、鶴瓶と共演した映画『母べえ』PRの為、松嶋・中村に内緒で登場。
- 中居正広（SMAP） - 2008年11月22日放送に映画『私は貝になりたい』の宣伝で番組途中から登場。
- CHARA - 2009年新春スペシャルの楽屋トークに松嶋に内緒で登場し、特別Liveを披露した。
- 桂春蝶、三遊亭王楽 - 2009年見学に来た際、鶴瓶に呼ばれ楽屋コーナーに登場。
- 植村花菜 - 2011年新春スペシャルに登場し『トイレの神様』を披露。

### 第2シリーズ
- 蛭子能収 - 2012年8月16日、2013年1月17日、10月3日、2014年9月18日に出演。
- Juliet - 2012年12月27日、番組終盤に登場し『クリスマスデート』をアカペラで披露。
- 渋谷すばる（関ジャニ∞） - 2013年8月22日、鶴瓶に内緒で観客に紛れていた。途中からはトークにも参加した。
- 勝俣州和 -  2022年2月10日 - 新型コロナウィルス感染症の濃厚接触者とされ自宅待機した鶴瓶の代役。鶴瓶は自宅でリモート参加。
- 笑福亭笑瓶 -  2022年2月17日 - 同じく鶴瓶の代役。鶴瓶はリモート参加。
- 神田愛花 - 2023年1月19日、26日  - 体調不良の松嶋の代役。

#### 『至高のトークスペシャル』出演
- 木本武宏（TKO） – 進行を担当。2013年6月20日・27日、2014年1月16日・23日、2015年1月15日・22日に出演。
- 飯尾和樹（ずん）、ロッチ - パネラー。2013年6月20日・27日、2014年1月16日・23日に出演。
- 小籔千豊、柴田英嗣（アンタッチャブル）、田中卓志（アンガールズ） – パネラー。2015年1月15日・22日に出演。
- 小籔千豊、澤部佑（ハライチ）、小峠英二（バイきんぐ）、小宮浩信（三四郎）- プレゼンター&パネラー。2016年9月8日・15日に出演。

## 備考
- この番組の前身は、2000年7月からテレビ大阪で放送されていた番組『つるぴん!〜喫茶店の会話』である。この番組におけるトークの主導者は鶴瓶で、「謎の男」（中村行延）が背中しか映らずにただ話を聞いているだけという役回りを担当していた。この番組のスペシャルで、謎の男に代わって歌舞伎役者の中村勘三郎（当時：中村勘九郎）、落語家の桂南光、松嶋の3人が出演し、それぞれとトークをしたが、3人とも背中しか映らず、名前もあえて伏せられていた。現在放送中のこの『きらきらアフロ』では、松嶋がそのマシンガントークで番組の主導権を握っており、同番組はすっかり松嶋の番組と化している。
- 番組での会話が浜島書店出版の国語の教科書に載ったことがある。
- 台本・打ち合わせ・反省会を全く無しで行われるこの手のトークショーは、鶴瓶が上岡龍太郎とコンビを組み1987年から1998年まで出演し、同じ手法で制作され一世を風靡した『鶴瓶上岡パペポTV』(読売テレビ)と似ている。巧妙な話術で観客の笑いを誘うスタイルがウリであった「パペポ」に対し、より純粋で強烈なボケを武器に笑いをとるスタイルである点が「パペポ」と「アフロ」の相違点である。また、2006年8月現在のネット局(28局)は、「パペポTV」がネットされていた局数(20局弱)よりも10局ほど多い。松嶋は当初「パペポ」の存在を知らずにこの番組の出演を引き受けたというエピソードがある。
- 観客は基本的に女性限定。しかし2010年5月の福岡のパブリックビューイングでは老若男女関わらず参加できた(スタジオは女性限定)。
- 横山がピンチヒッターの間は男性観覧者も募集していたが、横山の卒業後も引き続き男性観覧者の募集を行っている。

## スタッフ

### 現在（2012年4月 - ）
- TD：滝瀬勝彦（以前はカメラ）
- カメラ：井上渉
- VE：杉山博紀
- 音声：坂本由貴見
- 照明：宮尾淳一
- デザイン：たまこ☆
- 美術進行：藤井康太
- スタイリスト：長谷川礼、伊藤紫
- CG：VISION、ODDJOB
- ヘアメイク：上田千穂
- 編集：堀内雅也、石井友視
- MA：船木優、八城志帆
- 音効：松下俊彦、穂積尚子（ラビットムーンオフィス）
- 音楽：スキャット後藤
- 協力：テクノマックス、テレビ東京アート、テルミック、ビーム、クロステック、e-naスタジオ、ラビットムーンオフィス
- 作家：マスダヒロタカ(益田博隆)
- デスク：畑口沙絢
- ディレクター：山口堅太郎・桑原礼奈・髙木裕太・坂本健一郎（K-max）
- 演出：佐藤英輔（K-max）
- プロデューサー：小野裕之（テレビ東京、2024年頃-）、村井守（K-max、以前はAP→一時離脱→復帰）
- チーフプロデューサー：星俊一（テレビ東京、2024年頃-）
- 制作協力：K-max
- 製作著作：テレビ東京

### 2011年7月 - 12月期まで担当したスタッフ
- TD：中村謙一
- SW：佃義久
- MIX：坂本由貴見
- 美術：森つねお
- 美術進行：野口香織、奥田ひろみ
- デザイン：川越のどか
- 電飾：千田徹哉
- 編集：太田健二
- 編成：林裕美子（TVO）
- 広報：岩谷哲幸（TVO）
- スチール：森下泰樹
- ライター：吉村理恵
- フリーペーパー：向笠修司
- インターネット：柴田真理子
- 協力：テーク・ワン、tac、グリーンアート、ネクステージ、ビーム
- AP：松田真佳、口羽美枝子
- プロデューサー：金岡英司（TVO）、杉山剛
- 制作協力：K-max
- 製作著作：テレビ大阪

### 2011年6月時点のスタッフ
テレビ東京での収録時には、技術・美術を同局のスタッフが担当する。
- 構成：桝野幸宏、森脇尚志、武輪真人
- ナレーター：畑中ふう(SP時を中心に担当)
- TD（テクニカルディレクター）：中村謙一／前進（TX）
- SW（スイッチャー）：佃義久
- CAM（カメラマン）：吉岡英知、置塩勝也、石島憲一
- MIX（ミキサー音声）：石橋正人／西山恵美子（TX）
- AUDIO（オーディオ音声）：越中丈司、知花真菜美
- VE（ビデオエンジニア）：山本昌弘／辻源之（T-MAX）
- LD（ライティングディレクター）：河角徳明／小林瑞雪（ALTX）
- EED（ビデオ編集）：橋本秀幸
- MA（マルチオーディオ編集）：辻賢一
- 音効：松井久美子
- 美術：倉本篤志・赤阪知津・川越のどか（GREEN ART）／宇都木民雄（ALTX）
- 美術プロデューサー：長瀬正典
- 電飾：久保定一
- 衣裳：上野真紀（鶴瓶担当）
- メイク：ステファニー古田
- ヘアスタイリスト：上田美穂
- タイトル：西村潤
- オープニングCG：NONN
- ジングルCG：MICAT・長谷川雅晴・平岡真理子
- 編成：林裕美子（TVO）
- ライター：佐藤尚生
- 番宣：加野季彦（TVO）
- スチルカメラ：大西二士男
- 制作進行：中尾光佐、三浦未来
- アシスタントプロデューサー：大川一馬（TVO）
- ディレクター：大金恭子、志水光如
- チーフディレクター：徳地英孝（TVO）- 2010年4月2日までは、ディレクターとして担当。
- 演出：松本繁男
- プロデューサー：金岡英司（TVO）、新村正夫（松竹芸能）
- スーパーバイザー：エディ小坂（TVO） - 以前はCPとして担当。
- 技術協力：テーク・ワン、テクノマックス、テーク・ワンAUDIO、エル・UP、テレビ東京アート、Nextry（2011年1月まではサウンドエフェクトと表記）、サウンドスパイス
- 美術協力：グリーン・アート、ANCHOVY、舞姫、ビーム
- スタッフ協力：デンナーシステムズ、リバーボトル、D-クラッチ.
- 制作協力：松竹芸能
- 製作著作：テレビ大阪

### 過去のスタッフ
- 構成：杉本つよし
- TD：伊勢本活敬
- カメラ：吉田和雄
- 音声：松岡努
- 照明：山崎康紀
- 編集：尾崎博樹
- EED（ビデオ編集）：住吉広司
- 音効：上島光央・丹治洸稀（ラビットムーンオフィス）
- 美術：河原義典
- 美術進行：高橋昭三、高野本和広
- オープニングCG：野口綾子
- ジングルCG：高井美佳・長谷川雅晴・平岡真理子・浅賀滋
- メイク：松本みき、佐藤寛
- ヘアメイク：TOSHI
- スタイリスト：Miyamasu Toshi
- ヘアスタイリスト：カンタロウ、中昌幸（2007年3月31日以降）
- 協力：ビームラビット
- 美術協力：LIM hair、emi flower
- 編成：中西秀人・榎本暁子（TVO）
- 番宣：森岡宣喜（TVO）、荒井正和・梅山文郁（テレビ東京）
- デスク：林由里江
- 制作進行：西川知似、高柴裕子、野原美千子
- AP→アシスタントプロデューサー：中村麻紀、小谷中真実・志水大介・星屋沙希・辻将太（K-max）
- ディレクター：赤堀哲也、世良田佳男、板垣忠彦・吉野裕二・小山薫・川崎真弥（K-max）、小林剛（ROFL）
- 演出：岡本宏毅（TVO）、飯島冬貴、木原猛（K-max、以前はディレクター）
- プロデューサー：岩谷哲幸・東口幸司・片山俊之（TVO）、渡辺大樹・藤枝彰（テレビ東京、藤枝→2023年5月頃-）、高林純平・奥元伸典（松竹芸能）、小西寛（K-max）
- チーフプロデューサー：井関勇人・角田康治（テレビ東京、井関→2019年7月3日- 2022年3月31日、以前は編成→プロデューサー、角田→2022年4月7日-、以前はアシスタントプロデューサー、2019年7月3日- 2022年3月31日はプロデューサー）
- 制作協力：テレビ大阪

## ネット局と放送時間
番組放送開始当初は大阪府（テレビ大阪）、福岡県（TVQ九州放送）、愛知県（テレビ愛知）の3局のみで放送されていたが、2003年1月からはテレビ東京系列全国ネットで放送されるようになった。TVQは、一時期この番組のネットを打ち切って『debuya』の再放送を行っていたことがあるが、その後、TXN全局ネットの開始と同時に番組のネットを再開した。
以降、着々とネット局を増やし、2007年5月には全国32局で放送されていた（注：テレビ大阪・テレビ愛知は府・県域放送局であるため、兵庫県・京都府・三重県・岐阜県の一部で視聴できない地域がある）。殆どのエリアで隣接局が視聴できる地域を含めれば非ネットのエリアは残すところ山梨県（テレビ東京や長野放送が視聴出来る地域もある）のみで、悲願の全国制覇まであと少しというところまで来ていたが、2007年12月に青森朝日放送での放送が終了し、一歩後退した。2008年3月に琉球放送、2008年7月にチューリップテレビ、2009年3月にテレビ愛媛（第2シリーズから再開）、宮崎放送、2009年6月に福井テレビ、2010年12月に山形テレビ、2020年4月に石川テレビでの放送が終了した。2020年4月現在は全国15局でネットされている。
現在、テレビ大阪以外の放送局では、所によっては30分版で放送されている。約3分ほど再編集（カット）しており、残り時間はCMの放送秒数を切り詰めて対応している。40分版の放送局はCMが120秒前後、30分版の局はCMが30秒前後である。
放送開始後もこの番組がなかなか関東地区でネットされなかった理由は、笑福亭鶴瓶が1975年に当時の東京12チャンネル（現在のテレビ東京）『独占!男の時間』放送中に起こした「開チン」事件とその事件直後、社長の大事にしていた錦鯉を殺してしまったことが原因で出入り禁止になっていたからと言われている。しかし、2003年1月にテレ東でのネットが開始。同年6月にはテレ東での収録（出張アフロ）も行われ、鶴瓶にとってはテレ東で実に27年ぶりの仕事となった（生放送としては2008年に行なわれ、それも含めて33年ぶり）。
TXN系列局における放送時間は、テレビ大阪では、毎週土曜日（金曜日深夜）の0:12 - 0:53（JST）に放送、その他のTXN系列5局は遅れネット（テレビ東京から番組送出を行うため、事実上5局同時ネットによる遅れ放送）。2010年10月5日から毎週木曜日（水曜日深夜）の0:43 - 1:13に放送時間が変更され、同時に放送時間も30分に短縮された。TXN系列5局では2004年4月6日から2010年9月28日までは、毎週火曜日（月曜日深夜）の0:12 - 0:53に放送されていた。また、2011年9月までは「バラエティ7」内で放送されていたが、同年10月からは「バラエティ7」枠消滅に伴い、他のバラエティ7の番組同様に単独番組扱いとなった。系列外の局は以下参照。なお、時差が大きい海外で世界卓球選手権等のスポーツ中継が放送される時は休止となる場合がある。
テレビ東京では、2012年1月5日から当該枠にテレビドラマ『孤独のグルメ』が放送されるため、2011年12月29日に、『祝!還暦鶴瓶&四十路松嶋 100歳大パーティ きらきらアフロ終了!? 一旦撤収スペシャル』と題し、ほぼ5時間の放送をもって、一旦終了することになった（ただし、このSP番組のみ、後述にあるテレビ東京系同時ネット組に関しては、放送日時・時間はおろか番組内容も前半・後半部分の2つに分けて放送）。なお、テレビ東京を除くTXN系列5局では2012年1月から3月まで総集編を放送した。

### 第1シリーズ
| 放送対象地域   | 放送局                    | 系列           | 放送日時                     | ネット状況 | 備考         |
| -------------- | ------------------------- | -------------- | ---------------------------- | ---------- | ------------ |
| 大阪府         | テレビ大阪（TVO）         | テレビ東京系列 | 土曜 0:12 - 0:53（金曜深夜） | 制作局     | [ 9 ]        |
| 北海道         | テレビ北海道（TVh）       | テレビ東京系列 | 土曜 1:30 - 2:00（金曜深夜） | 遅れネット | [ 9 ]        |
| 愛知県         | テレビ愛知（TVA）         | テレビ東京系列 | 木曜 0:43 - 1:13（水曜深夜） | 遅れネット | [ 10 ] [ 9 ] |
| 岡山県・香川県 | テレビせとうち（TSC）     | テレビ東京系列 | 木曜 0:43 - 1:13（水曜深夜） | 遅れネット | [ 9 ]        |
| 福岡県         | TVQ九州放送（TVQ）        | テレビ東京系列 | 水曜 0:53 - 1:23（火曜深夜） | 遅れネット | [ 9 ]        |
| 秋田県         | 秋田テレビ（AKT）         | フジテレビ系列 | 火曜 0:45 - 1:25（月曜深夜） | 遅れネット |              |
| 福島県         | 福島中央テレビ（FCT）     | 日本テレビ系列 | 木曜 0:59 - 1:29（水曜深夜） | 遅れネット | [ 11 ]       |
| 長野県         | 長野放送（NBS）           | フジテレビ系列 | 金曜 0:45 - 1:15（木曜深夜） | 遅れネット |              |
| 新潟県         | テレビ新潟（TeNY）        | 日本テレビ系列 | 金曜 1:18 - 1:48（木曜深夜） | 遅れネット |              |
| 静岡県         | 静岡放送（SBS）           | TBS系列        | 金曜 0:59 - 1:39（木曜深夜） | 遅れネット |              |
| 岐阜県         | 岐阜放送（GBS）           | JAITS          | 金曜 19:00 - 19:40           | 遅れネット | [ 12 ]       |
| 石川県         | 北陸朝日放送（HAB）       | テレビ朝日系列 | 月曜 0:55 - 1:40（日曜深夜） | 遅れネット | [ 13 ]       |
| 滋賀県         | びわ湖放送（BBC）         | JAITS          | 火曜 0:20 - 1:00（月曜深夜） | 遅れネット |              |
| 奈良県         | 奈良テレビ（TVN）         | JAITS          | 日曜 23:30 - 翌0:00          | 遅れネット |              |
| 和歌山県       | テレビ和歌山（WTV）       | JAITS          | 土曜 23:45 - 翌0:25          | 遅れネット | [ 14 ]       |
| 広島県         | 広島ホームテレビ（HOME）  | テレビ朝日系列 | 日曜 15:25 - 16:00           | 遅れネット |              |
| 長崎県         | 長崎放送（NBC）           | TBS系列        | 土曜 17:00 - 17:30           | 遅れネット |              |
| 熊本県         | くまもと県民テレビ（KKT） | 日本テレビ系列 | 水曜 0:29 - 1:09（火曜深夜） | 遅れネット | [ 15 ]       |
| 大分県         | 大分放送（OBS）           | TBS系列        | 土曜 0:15 - 0:55（金曜深夜） | 遅れネット |              |
| 鹿児島県       | 鹿児島読売テレビ（KYT）   | 日本テレビ系列 | 日曜 0:55 - 1:35（土曜深夜） | 遅れネット |              |

### 第2シリーズ
| 放送対象地域   | 放送局                | 系列           | 放送日時                     | ネット状況 | 備考                    |
| -------------- | --------------------- | -------------- | ---------------------------- | ---------- | ----------------------- |
| 関東広域圏     | テレビ東京（TX）      | テレビ東京系列 | 金曜 2:05 - 2:35（木曜深夜） | 制作局     | [ 16 ]                  |
| 大阪府         | テレビ大阪（TVO）     | テレビ東京系列 | 金曜 2:05 - 2:35（木曜深夜） | 同時ネット | [ 17 ]                  |
| 愛知県         | テレビ愛知（TVA）     | テレビ東京系列 | 金曜 2:05 - 2:35（木曜深夜） | 遅れネット | 2021年4月から遅れネット |
| 北海道         | テレビ北海道（TVh）   | テレビ東京系列 | 水曜 1:00 - 1:30（火曜深夜） | 遅れネット | [ 18 ]                  |
| 岡山県・香川県 | テレビせとうち（TSC） | テレビ東京系列 | 木曜 1:05 - 1:35（水曜深夜） | 遅れネット |                         |
| 福岡県         | TVQ九州放送（TVQ）    | テレビ東京系列 | 月曜 1:05 - 1:35（日曜深夜） | 遅れネット |                         |
| 岐阜県         | 岐阜放送（GBS）       | JAITS          | 木曜 0:00 - 0:30（水曜深夜） | 遅れネット |                         |
| 滋賀県         | びわ湖放送（BBC）     | JAITS          | 火曜 1:15 - 1:45（月曜深夜） | 遅れネット |                         |
| 奈良県         | 奈良テレビ（TVN）     | JAITS          | 日曜 23:30 - 翌0:00          | 遅れネット |                         |
| 和歌山県       | テレビ和歌山（WTV）   | JAITS          | 金曜 0:35 - 1:05（木曜深夜） | 遅れネット |                         |

### かつて放送していた地域
- 青森県・・・青森朝日放送（ABA・テレビ朝日系）で水曜未明（木曜深夜）に放送していたが、2007年12月をもって打ち切り。
- 富山県・・・チューリップテレビ（TUT・TBS系）で火曜未明（月曜深夜）に放映していたが、2008年4月に土曜夕方枠に移動し、同年7月をもって打ち切り。
- 宮崎県・・・宮崎放送（mrt・TBS系）で日曜13時台後半→木曜未明（水曜深夜）に放送していたが、2009年3月をもって打ち切り。
- 福井県・・・福井テレビ（FTB・フジテレビ系）で放送していたが、2009年6月をもって打ち切り。
- 宮城県・・・東日本放送（khb・テレビ朝日系）で放送していたが、2011年3月をもって打ち切り。
- 徳島県・・・四国放送（JRT・日本テレビ系）で放送していたが、2011年3月をもって打ち切り。
- 岩手県・・・IBC岩手放送（IBC・TBS系）で放送していたが、2012年3月で打ち切り[19]。
- 福島県・・・福島中央テレビ（FCT・日本テレビ系）で放送していたが、2012年3月で打ち切り。
- 新潟県・・・テレビ新潟（TeNY・日本テレビ系）で放送していたが、2012年3月で打ち切り。
- 長野県・・・長野放送（NBS・フジテレビ系）で放送していたが、2012年3月で打ち切り。
- 高知県・・・高知放送（RKC・日本テレビ系）で放送していたが、2013年3月で打ち切り。[20]
- 沖縄県・・・琉球朝日放送（QAB・テレビ朝日系）で放送していたが、2013年3月で打ち切り。[21]
- 鳥取県・島根県・・・日本海テレビ（NKT・日本テレビ系）で放送していたが、2013年3月で打ち切り。
- 愛媛県・・・あいテレビ（itv・TBS系）で放送していたが、後に打ち切り。[22]のちにテレビ愛媛（フジテレビ系）で2007年1月からネット開始したが、2013年9月で打ち切り。[23]
- 広島県・・・広島ホームテレビ（HOME・テレビ朝日系）で放送していたが、2015年3月で打ち切り。[24]
- 山口県・・・テレビ山口（tys・TBS系）で放送していたが、2019年3月31日を以て打ち切り。[25]
- 鹿児島県・・・鹿児島読売テレビ（KYT・日本テレビ系）で放送していたが、2015年9月をもって打ち切り。
- 静岡県・・・静岡放送（SBS・TBS系）で放送していたが、2016年3月で打ち切り。
- 長崎県・・・長崎放送（NBC・TBS系）で放送していたが、2016年3月で打ち切り。
- 山形県・・・山形テレビ（YTS・テレビ朝日系）で放送していたが、2016年4月4日で打ち切り。[26]
- 大分県・・・大分放送（OBS・TBS系）で放送していたが、2019年6月で打ち切り。
- 秋田県・・・秋田テレビ（AKT・フジテレビ系）で放送。2016年3月までは火曜 1:20 - 1:55（月曜深夜）。同年4月7日 - 2019年3月28日の木曜 0:55 - 1:25（水曜深夜）を経て同年4月5日より金曜 1:50 - 2:20（木曜深夜）放送していたが、2019年9月27日をもって打ち切り。
- 石川県・・・石川テレビ（ITC・フジテレビ系）で放送。第1シリーズは北陸朝日放送（テレビ朝日系列）で放送されていた。第2シリーズ開始時は月曜 0:30 - 1:00（日曜深夜）に放送、変更時期不明から打ち切りまで土曜 1:48 - 2:18（金曜深夜）に放送していたが、2020年4月4日（3日深夜）をもって打ち切り。
- 熊本県・・・くまもと県民テレビ（KKT・日本テレビ系）で放送していたが、打ち切り。

## 出版物
DVD
1. 「きらきらアフロ2001」（2003年9月26日発売）
2. 「きらきらアフロ2002」（2003年9月26日発売）
3. 「きらきらアフロボーナスDVD」（2003年9月26日発売）
4. 「きらきらアフロ2003」＜2枚組＞（2004年5月26日発売）
5. 「きらきらアフロ2004」＜2枚組＞（2005年4月27日発売）
6. 「きらきらアフロ in 大阪城ホール 2006」＜2枚組＞（2006年11月29日）
7. 「きらきらアフロ2005」＜2枚組＞（2007年3月28日発売）
8. 「きらきらアフロ in 武道館 2007」＜2枚組＞（2007年5月30日発売）（初回生産限定盤には、CD「Kira kira Afro On Radio」とはっぴ付）
9. 「きらきらアフロ2006」＜2枚組＞（2007年12月5日発売）
10. 「きらきらアフロ2007」＜2枚組＞（2008年7月16日発売）
11. 「きらきらアフロ2008」＜2枚組＞（2009年4月22日発売）
12. 「きらきらアフロ2009」＜2枚組＞（2010年5月26日発売）
13. 「きらきらアフロ2010-2011」＜2枚組＞（2011年8月24日発売）
14. 「きらきらアフロ 完全版 2001-2011」＜4枚組＞（2012年6月27日発売）

書籍
「松嶋裁判」 松嶋尚美著 ワニブックス 2009年10月17日 ISBN 484701877X

## ノベルティ
現在までさまざまなノベルティーが作られており、過去にはステッカーや、バンダナ、てぬぐい、カンバッジ、ピンバッジ、粗品タオルがある。
最新のものでは、鶴瓶の顔をビーチボールにあしらった「ベーチボール」が登場している。